# Signoria di Hyères
Nel 990 Pons di Fos, visconte di Marsiglia,  quando la Diocesi di Tolone viene smembrata, se ne aggiudica la sezione orientale, dove si situa Hyères. Sebbene la contea di Provenza, in quanto tale, dipenda dal Sacro Romano Impero Germanico, in effetti è gestita dai visconti di Marsiglia. Nel 1050 Goffredo I di Marsiglia, visconte, e i suoi fratelli rendono omaggio al conte di Provenza Goffredo I dalla loro sede di Fos e dalla fortificazione Castrum Arearum, in lingua volgare conosciuta come Héras, il cui nome si sarebbe poi evoluto in Hyères.
Nel 1140, Goffredo II visconte di Marisglia, dopo aver istituito un marchesato a Fos-sur-Mer per suo figlio Pons III, associa ad esso Hyères, le sue isole e la signoria di Brégançon.
Da tale marchesato si scinderanno poi diversi territori. La signoria di Giens viene istituita nel 1284 per opera di re Carlo II, che la affida al suo medico Raymond Ortolan. Il promontorio di Giens quindi passa di mano in mano, di signore in signore, fino a quando, nel 1691 il re Luigi XIV non istituisce il marchesato di Pontevès-Giens, affidato a Antoine François de Pontevès. Le zone umide, invece, faranno capo a Hyères.
Francesco I di Francia nel 1500 istituisce il Marchesato delle Isole d'oro (Bagaud, Port-Cros, isola di Levante), conferendolo a Bertrand d'Ornezan, signore d'Astarac, barone di Saint-Blancard, consigliere del Re, ammiraglio dei mari di levante, che riceve anche il comando di Brégançon.